# Daiva Čepelienė
Daiva Čepelienė (nascida em 27 de março de 1970) é uma ex-ciclista lituana que competiu no ciclismo nos Jogos Olímpicos de Verão de 1992, representando a Lituânia.